# Ниагара (лайнер)
«Ниага́ра» (RMS Niagara) — британский океанский лайнер, потопленный во время Второй мировой войны.
«Ниагара» была построена на верфи «John Brown & Company» в Клайдбанке и спущена на воду 17 августа 1912 года. Двухтрубное судно длиной 165,5 м, шириной 20,2 м и вместимостью 13 415 регистровых тонн могло принять 290 пассажиров 1-го, 223 — 2-го, и 191 — 3-го класса. Лайнер принадлежал новозеландской компании «Union Steamship Company».
В начале Второй мировой войны «Ниагара» совершала рейсы по маршруту Окленд — Сува — Ванкувер.
19 июня 1940 года, вскоре после выхода из Окленда, судно подорвалось на мине, поставленной германским вспомогательным крейсером «Орион» и затонуло. Человеческих жертв удалось избежать, однако вместе с судном затонуло большое количество золота, принадлежавшее Банку Англии. Золото предназначалось для уплаты США за поставки военных грузов и для обеспечения секретности не было застраховано.
2 февраля 1941 года «Ниагара» была обнаружена лежащей на глубине 125 метров. В ходе спасательной операции было поднято 555 из 587 слитков (более 8 тонн золота). В 1953 году среди обломков удалось обнаружить и поднять ещё 30 слитков. Оставшиеся 5 по-прежнему находятся на дне моря.